# Largidea stitti
Largidea stitti är en insektsart som beskrevs av Knight 1968. Largidea stitti ingår i släktet Largidea och familjen ängsskinnbaggar. Inga underarter finns listade i Catalogue of Life.